# Eufemo
Eufemo (em latim: Euphemus; em grego clássico: Ευφημος) foi um filho de Posidão com Europa, filha de Tício, ou Mecionice ou Óris, uma filha de Oriente ou Eurotas. Segundo um relato, habitou Panopeu sobre o Céfisso na Fócida, enquanto segundo outro habitou Híria na Beócia, e depois viveu em Tênaro. Se casou com Laonome, filha de Héracles, mas era pai de Leucófanes com uma mulher lâmnia chamada Maliqua, Malaque ou Lamaque. Era um dos caçadores da Calidão e timoneiro dos Argonautas e, por um poder que seu pai lhe concedeu, podia caminhar sobre a água do mar e por terra firme. É descrito como antepassado de Bato, fundador de Cirene.
Quando os Argonautas levaram seu navio pela Líbia até a costa do Mediterrâneo, Tritão, que não os deixou passar sem lhes mostrar um ato de amizade, ofereceu-lhes um monte de terra líbia. Nenhum dos Argonautas aceitaria isso; mas Eufemo fez, e com o torrão de terra recebeu para seus descendentes o direito de governar a Líbia. Eufemo deveria jogar o torrão num dos abismos de Tênaro, no Peloponeso, e seus descendentes, na quarta geração, deveriam ir à Líbia e levá-lo para cultivo. Quando os Argonautas passaram pela ilha de Caliste, ou Tera, contudo, aquele torrão de terra por acaso caiu no mar e foi levado pelas ondas até a costa da ilha.
A colonização da Líbia devia agora proceder de Tera e, ainda assim, pelos descendentes de Eufemo, mas não até a décima sétima geração após os Argonautas. O décimo sétimo descendente de Eufemo era Bato. De acordo com Apolônio de Rodes, Tera tinha surgido do torrão de terra que Eufemo propositalmente jogou no mar. Foi representado no peitoral da armadura de Cípselo como vencedor, com carruagem e dois cavalos.